# 専福寺 (東京都港区)
専福寺（せんぷくじ）は、東京都港区にある浄土真宗本願寺派の寺院。

## 歴史
飛鳥時代、小野妹子の開基である。小野妹子は遣隋使として隋に赴いたが、その帰途、百済において隋の国書を奪われてしまった。帰国後、妹子は罪に問われたが、聖徳太子の取り成しにより不問に付されることになった。妹子は太子の処置に感謝して太子のために寺を創建した。これが当寺の起源である。
当初の宗派は法相宗で、その後天台宗に転宗した。鎌倉時代初期、第57世住職善海は、親鸞に帰依し浄土真宗に改宗した。当寺も浄土真宗の寺院となった。
元々は鎌倉に位置していたが、善海の代に鎌倉の戦乱を避けるために、麻布の善福寺のつてで江戸に移転した。1635年（寛永12年）、江戸城外濠工事のため、現在地に移転した。

## 交通アクセス
- 赤坂駅より徒歩7分。